# Prezydenci Hondurasu
Prezydenci Hondurasu, większość z prezydentów po 1900 roku jest reprezentantem jednej z dwóch dominujących partii politycznych, którymi są Partia Liberalna Hondurasu (LPH) oraz Partia Narodowa Hondurasu (PNH).
| Osoba                        | Osoba                        | Osoba                                                      | Kadencja                     | Kadencja                     | Partia polityczna            |
| #                            | Portret                      | Imię i Nazwisko                                            | Od                           | Do                           | Partia polityczna            |
| Zarządcy państwa (1824-1839) | Zarządcy państwa (1824-1839) | Zarządcy państwa (1824-1839)                               | Zarządcy państwa (1824-1839) | Zarządcy państwa (1824-1839) | Zarządcy państwa (1824-1839) |
| ---------------------------- | ---------------------------- | ---------------------------------------------------------- | ---------------------------- | ---------------------------- | ---------------------------- |
| 1                            |                              | Dionisio de Herrera (1781–1850)                            | 16 września 1824             | 10 maja 1827                 | Liberał                      |
| –                            |                              | José Justo Milla Pineda (1794–1838) (tymczasowo)           | 10 maja 1827                 | 10 maja 1827                 | Liberał                      |
| -                            |                              | Anacleto "Cleto" Bendaña (1790–1850) (tymczasowo)          | 10 maja 1827                 | 30 września 1827             | Konserwatysta                |
| –                            |                              | Miguel Eusebio Bustamante (1780–1869) (tymczasowo)         | 30 września 1827             | 30 października 1827         | Konserwatysta                |
| 2                            |                              | José Jerónimo Zelaya Fiallos (1807–1869)                   | 30 października 1827         | 27 listopada 1827            | Konserwatysta                |
| -                            |                              | Francisco Morazán (1792–1842) (tymczasowo)                 | 27 listopada 1827            | 7 marca 1829                 | Liberał                      |
| -                            |                              | Diego Vigil (1799–1845) (tymczasowo)                       | 7 marca 1829                 | 2 grudnia 1829               | Liberał                      |
| 3                            |                              | Francisco Morazán (1792–1842)                              | 2 grudnia 1829               | 28 lipca 1830                | Liberał                      |
| -                            |                              | José Santos Díaz del Valle (1793–1840) (tymczasowo)        | 28 lipca 1830                | 12 marca 1831                | Konserwatysta                |
| 4                            |                              | José Antonio Márquez (1802–1832)                           | 12 marca 1831                | 26 marca 1832                | Konserwatysta                |
| -                            |                              | José Francisco Milla Guevara (1789–?) (tymczasowo)         | 26 marca 1832                | 7 stycznia 1833              | Konserwatysta                |
| 5                            |                              | Joaquín Rivera Bragas (1796–1845)                          | 7 stycznia 1833              | 31 grudnia 1836              | bezpartyjny                  |
| -                            |                              | José María Martínez Salinas (1780–?) (tymczasowo)          | 1 stycznia 1837              | 28 maja 1837                 | bezpartyjny                  |
| 6                            |                              | Justo Vicente José de Herrera y Díaz del Valle (1786–1856) | 28 maja 1837                 | 3 września 1838              | Konserwatysta                |
| -                            |                              | José María Martínez Salinas (1780–?) (tymczasowo)          | 3 września 1838              | 12 listopada 1838            | bezpartyjny                  |
| -                            |                              | José Lino Matute (?–1854) (tymczasowo)                     | 12 listopada 1838            | 10 stycznia 1839             | Konserwatysta                |
| -                            |                              | Juan Francisco de Molina (1779–1878) (tymczasowo)          | 10 stycznia 1839             | 13 kwietnia 1839             | Liberał                      |
| -                            |                              | Felipe Neri Medina (1797–?) (tymczasowo)                   | 13 kwietnia 1839             | 15 kwietnia 1839             | Liberał                      |
| -                            |                              | Juan José Alvarado (1798–1857) (tymczasowo)                | 15 kwietnia 1839             | 27 kwietnia 1839             | Liberał                      |
| -                            |                              | José María Guerrero (1799–1853) (tymczasowo)               | 27 kwietnia 1839             | 10 sierpnia 1839             | Republikanin                 |

| Osoba                     | Osoba                     | Osoba                                                  | Kadencja                  | Kadencja                  | Partia polityczna         |
| #                         | Portret                   | Imię i Nazwisko                                        | Od                        | Do                        | Partia polityczna         |
| Prezydenci (1839-obecnie) | Prezydenci (1839-obecnie) | Prezydenci (1839-obecnie)                              | Prezydenci (1839-obecnie) | Prezydenci (1839-obecnie) | Prezydenci (1839-obecnie) |
| ------------------------- | ------------------------- | ------------------------------------------------------ | ------------------------- | ------------------------- | ------------------------- |
| -                         |                           | Mariano Garrigó (tymczasowo)                           | 10 sierpnia 1839          | 20 sierpnia 1839          | Liberał                   |
| -                         |                           | José María Bustillo (?–1855) (tymczasowo)              | 20 sierpnia 1839          | 27 sierpnia 1839          | Konserwatysta             |
| -                         |                           | Rada Ministrów                                         | 27 sierpnia 1839          | 21 września 1839          |                           |
| -                         |                           | José Francisco Zelaya y Ayes (1798–1848) (tymczasowo)  | 21 września 1839          | 1 stycznia 1841           | Konserwatysta             |
| 1                         |                           | Francisco Ferrera (1794–1851)                          | 1 stycznia 1841           | 31 grudnia 1843           | Konserwatysta             |
| -                         |                           | Rada Ministrów                                         | 1 stycznia 1843           | 23 lutego 1843            |                           |
| (1)                       |                           | Francisco Ferrera (1794–1851)                          | 23 lutego 1843            | 31 grudnia 1844           | Konserwatysta             |
| -                         |                           | Rada Ministrów                                         | 1 stycznia 1845           | 8 stycznia 1845           |                           |
| 2                         |                           | Coronado Chávez (1807–1882)                            | 8 stycznia 1845           | 1 stycznia 1847           | Konserwatysta             |
| -                         |                           | Rada Ministrów                                         | 1 stycznia 1847           | 12 lutego 1847            |                           |
| 3                         |                           | Juan Lindo (1790–1857)                                 | 12 lutego 1847            | 1 lutego 1852             | Konserwatysta             |
| -                         |                           | José Francisco Gómez y Argüelles (?–1854) (tymczasowo) | 1 lutego 1852             | 1 marca 1852              | Konserwatysta             |
| 4                         |                           | José Trinidad Cabañas (1805–1871)                      | 1 marca 1852              | 18 października 1855      | Liberał                   |
| -                         |                           | José Santiago Bueso Soto (1783–1857) (tymczasowo)      | 18 października 1855      | 8 listopada 1855          | Liberał                   |
| -                         |                           | Francisco de Aguilar (1810–?) (tymczasowo)             | 8 listopada 1855          | 17 lutego 1856            | bezpartyjny               |
| 5                         |                           | José Santos Guardiola Bustillo (1818–1862)             | 17 lutego 1856            | 11 stycznia 1962          | Konserwatysta             |
| -                         |                           | José Francisco Montes Fonseca (1830–1888) (tymczasowo) | 11 stycznia 1862          | 5 lutego 1862             | bezpartyjny               |
| -                         |                           | Victoriano Castellanos Cortés (1795–1862) (tymczasowo) | 5 lutego 1862             | 11 grudnia 1862           | Konserwatysta             |
| -                         |                           | José Francisco Montes Fonseca (1830–1888) (tymczasowo) | 11 grudnia 1862           | 20 czerwca 1863           | bezpartyjny               |
| -                         |                           | José María Medina (1826–1878) (tymczasowo)             | 21 czerwca 1863           | 31 grudnia 1863           | Konserwatysta             |
| -                         |                           | Francisco Inestroza (1810–?) (tymczasowo)              | 31 grudnia 1863           | 15 lutego 1864            | Konserwatysta             |
| 6                         |                           | José María Medina (1826–1878)                          | 15 lutego 1864            | 26 lipca 1872             | Konserwatysta             |
| -                         |                           | Florencio Xatruch (1811–1893) (tymczasowo)             | 26 marca 1871             | 17 maja 1871              | bezpartyjny               |
| -                         |                           | Juan Antonio Medina Orellana (1810–1882) (tymczasowo)  | lipiec 1872               | sierpień 1872             | wojskowy                  |
| -                         |                           | Ministerium (tymczasowo)                               | czerwiec 1873             | 1873                      |                           |
| -                         |                           | Carlos Céleo Arias Lópe (1835–1890) (tymczasowo)       | 26 lipca 1872             | 13 stycznia 1874          | Liberał                   |
| 7                         |                           | Ponciano Leiva Madrid (1821–1896)                      | 13 stycznia 1873          | 8 czerwca 1876            | Konserwatysta             |
| -                         |                           | José María Medina (1826–1878) (tymczasowo)             | 16 grudnia 1875           | 8 czerwca 1876            | Konserwatysta             |
| -                         |                           | Marcelino Mejía Serrano (tymczasowo)                   | 8 czerwca 1876            | 13 czerwca 1876           | Konserwatysta             |
| -                         |                           | Crescencio Gómez Valladares (1833–1921) (tymczasowo)   | 13 czerwca 1876           | 12 sierpnia 1876          | Liberał                   |
| -                         |                           | Rada Ministrów                                         | 12 sierpnia 1876          | 12 sierpnia 1876          |                           |
| -                         |                           | José María Medina (1826–1878) (tymczasowo)             | 12 sierpnia 1876          | 27 sierpnia 1876          | Konserwatysta             |
| 8                         |                           | Marco Aurelio Soto (1846–1908)                         | 27 sierpnia 1876          | 19 października 1883      | Liberał                   |
| -                         |                           | Rada Ministrów                                         | 19 października 1883      | 30 listopada 1883         |                           |
| 9                         |                           | Luis Bográn Barahona (1849–1895)                       | 30 listopada 1883         | 30 listopada 1891         | Konserwatysta             |
| (7)                       |                           | Ponciano Leiva Madrid (1821–1896)                      | 30 listopada 1891         | 7 sierpnia 1893           | Konserwatysta             |
| 10                        |                           | Domingo Vásquez Toruño (1846–1909)                     | 7 sierpnia 1893           | 22 lutego 1894            | Konserwatysta             |
| 11                        |                           | José Policarpo Bonilla Vásquez (1858–1926)             | 22 lutego 1894            | 1 lutego 1899             | PLH                       |
| 12                        |                           | Terencio Esteban Sierra Romero (1839–1907)             | 1 lutego 1899             | 1 lutego 1903             | PLH                       |
| -                         |                           | Rada Ministrów                                         | 1 lutego 1903             | 18 lutego 1883            | PLH                       |
| 13                        |                           | Juan Ángel Arias Boquín (1859–1927)                    | 18 lutego 1903            | 13 kwietnia 1903          | PLH                       |
| 14                        |                           | Manuel Bonilla Chirinos (1849–1913)                    | 13 kwietnia 1903          | 25 lutego 1907            | PNH                       |
| -                         |                           | Tymczasowa Junta                                       | 25 lutego 1907            | 18 kwietnia 1907          |                           |
| 15                        |                           | Miguel R. Dávila (1856–1927)                           | 18 kwietnia 1907          | 28 marca 1911             | PLH                       |
| -                         |                           | Francisco Bertrand (1866–1926) (tymczasowo)            | 28 marca 1911             | 1 lutego 1912             | PNH                       |
| (14)                      |                           | Manuel Bonilla Chirinos (1849–1913)                    | 1 lutego 1912             | 21 marca 1913             | PNH                       |
| 16                        |                           | Francisco Bertrand (1866–1926)                         | 21 marca 1913             | 9 września 1919           | PNH                       |
| -                         |                           | Salvador Aguirre (1862–1947) (tymczasowo)              | 9 września 1919           | 16 września 1919          | PNH                       |
| -                         |                           | Vicente Mejía Colindres (1878–1966) (tymczasowo)       | 16 września 1919          | 5 października 1919       | PLH                       |
| -                         |                           | Francisco Bográn Barahona (1852–1926) (tymczasowo)     | 5 października 1919       | 1 lutego 1920             | PLH                       |
| 17                        |                           | Rafael López Gutiérrez (1855–1924)                     | 1 lutego 1920             | 10 marca 1924             | PLH                       |
| -                         |                           | Rada Ministrów                                         | 10 marca 1924             | 30 kwietnia 1924          |                           |
| -                         |                           | Vicente Tosta (1885–1930) (tymczasowo)                 | 30 kwietnia 1924          | 1 lutego 1925             | wojskowy                  |
| 18                        |                           | Miguel Paz Barahona (1863–1937)                        | 1 lutego 1925             | 1 lutego 1929             | PNH                       |
| 19                        |                           | Vicente Mejía Colindres (1878–1966)                    | 1 lutego 1929             | 1 lutego 1933             | PLH                       |
| 20                        |                           | Tiburcio Carías Andino (1876–1969)                     | 1 lutego 1933             | 1 stycznia 1949           | PNH                       |
| 21                        |                           | Juan Manuel Gálvez Durón (1887–1972)                   | 1 stycznia 1949           | 5 grudnia 1954            | PNH                       |
| -                         |                           | Julio Lozano Díaz (1885–1957)                          | 5 grudnia 1954            | 21 października 1956      | PNH                       |
| -                         |                           | Wojskowa Junta                                         | 21 października 1956      | 21 grudnia 1957           |                           |
| 22                        |                           | Ramón Villeda Morales (1908–1971)                      | 21 grudnia 1957           | 3 października 1963       | PLH                       |
| 23                        |                           | Oswaldo López Arellano (1921–2010)                     | 3 października 1963       | 6 czerwca 1971            | PNH                       |
| 24                        |                           | Ramón Ernesto Cruz Uclés (1908–1985)                   | 6 czerwca 1971            | 4 grudnia 1972            | PNH                       |
| -                         |                           | Oswaldo López Arellano (1921–2010)                     | 4 grudnia 1972            | 22 kwietnia 1975          | PNH                       |
| -                         |                           | Juan Alberto Melgar (1930–1987)                        | 22 kwietnia 1975          | 7 sierpnia 1978           | PNH                       |
| -                         |                           | Policarpo Paz García (1932–2000) (tymczasowo)          | 7 sierpnia 1978           | 27 stycznia 1982          | wojskowy                  |
| 25                        |                           | Roberto Suazo Córdova (1927–2018)                      | 27 stycznia 1982          | 27 stycznia 1986          | PLH                       |
| 26                        |                           | José Azcona del Hoyo (1927–2005)                       | 27 stycznia 1986          | 27 stycznia 1990          | PLH                       |
| 27                        |                           | Rafael Leonardo Callejas (1943–2020)                   | 27 stycznia 1990          | 27 stycznia 1994          | PNH                       |
| 28                        |                           | Carlos Roberto Reina (1926–2003)                       | 27 stycznia 1994          | 27 stycznia 1998          | PLH                       |
| 29                        |                           | Carlos Roberto Flores Facussé (1950–)                  | 27 stycznia 1998          | 27 stycznia 2002          | PLH                       |
| 30                        |                           | Ricardo Maduro (1946–)                                 | 27 stycznia 2002          | 27 stycznia 2006          | PNH                       |
| 31                        |                           | Manuel Zelaya (1952–)                                  | 27 stycznia 2006          | 28 czerwca 2009           | PLH                       |
| –                         |                           | Roberto Micheletti (1952–) (tymczasowo)                | 29 czerwca 2009           | 27 stycznia 2010          | PLH                       |
| 32                        |                           | Porfirio Lobo Sosa (1947–)                             | 27 stycznia 2010          | 27 stycznia 2014          | PNH                       |
| 33                        |                           | Juan Orlando Hernández (1968–)                         | 27 stycznia 2014          | 27 stycznia 2022          | PNH                       |
| 34                        |                           | Xiomara Castro (1959–)                                 | 27 stycznia 2022          | nadal                     | Libre                     |